# 水管橋
水管橋（すいかんきょう）とは水道管が河川や水路などを横断する場所に用いられる水路橋の一種である。

## 構造
水管橋は、水道管本体を梁として横断する独立水管橋と道路橋に水道管を添加する添架水管橋に大別できる。

### 独立水管橋

#### パイプビーム水管橋
水道管そのものを桁とし、リングサポートなどの支持構造物により支えた簡易で経済的な形式。構造形式によって単独支持形式・一端固定一端自由支持形式・両端固定形式・連続支持形式に分けられる。

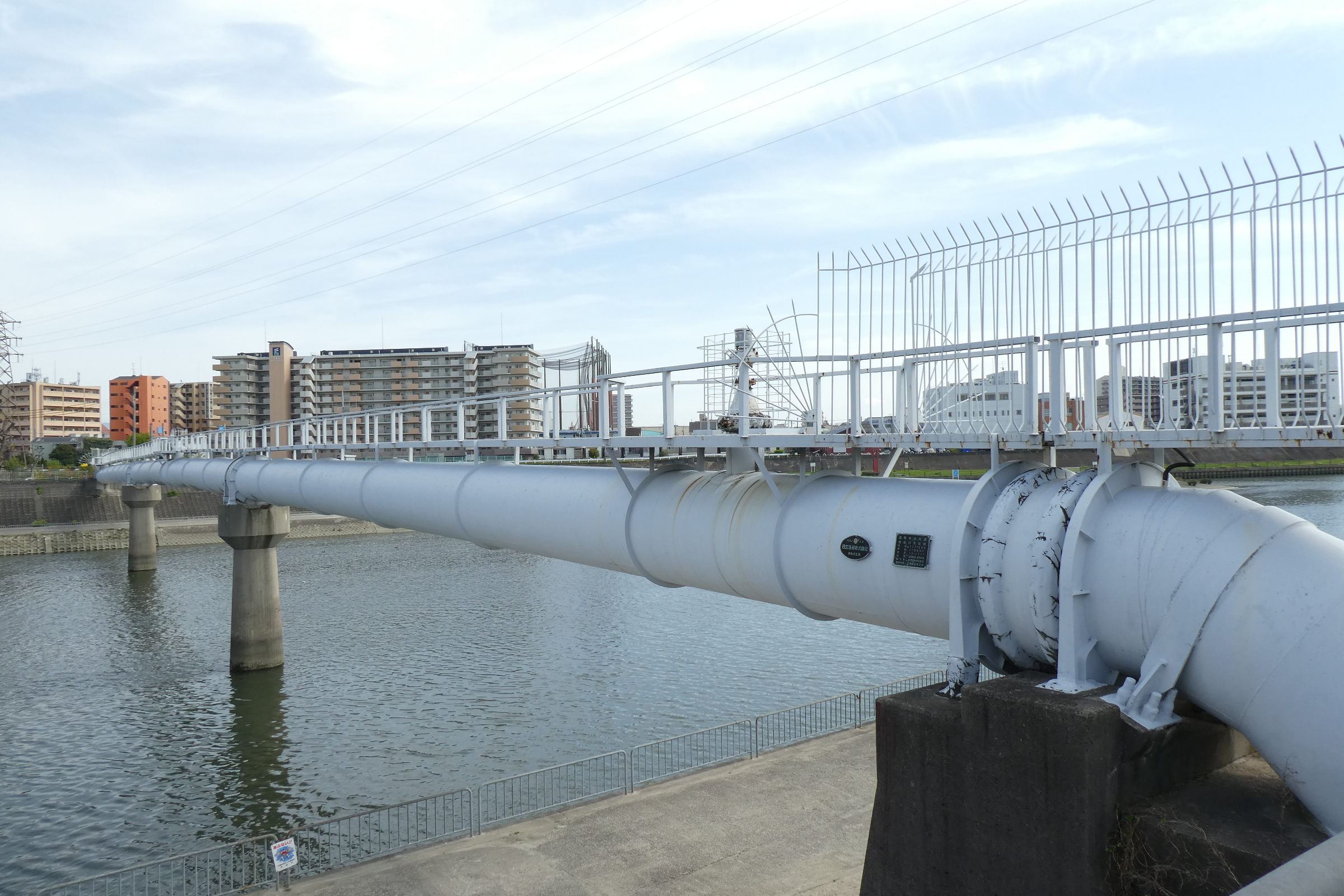
安威川水管橋（兵庫県尼崎市）

#### 補剛水管橋
水道管に補剛部材を取り付けたタイプの独立水管橋である。橋脚の設置が困難な峡谷や軟弱地盤の場所、または河川上などで支間長を長く取りたい場合に用いられる。構造形式によってフランジ補剛形式・トラス補剛形式・アーチ補剛形式・斜張橋形式に分けられる。

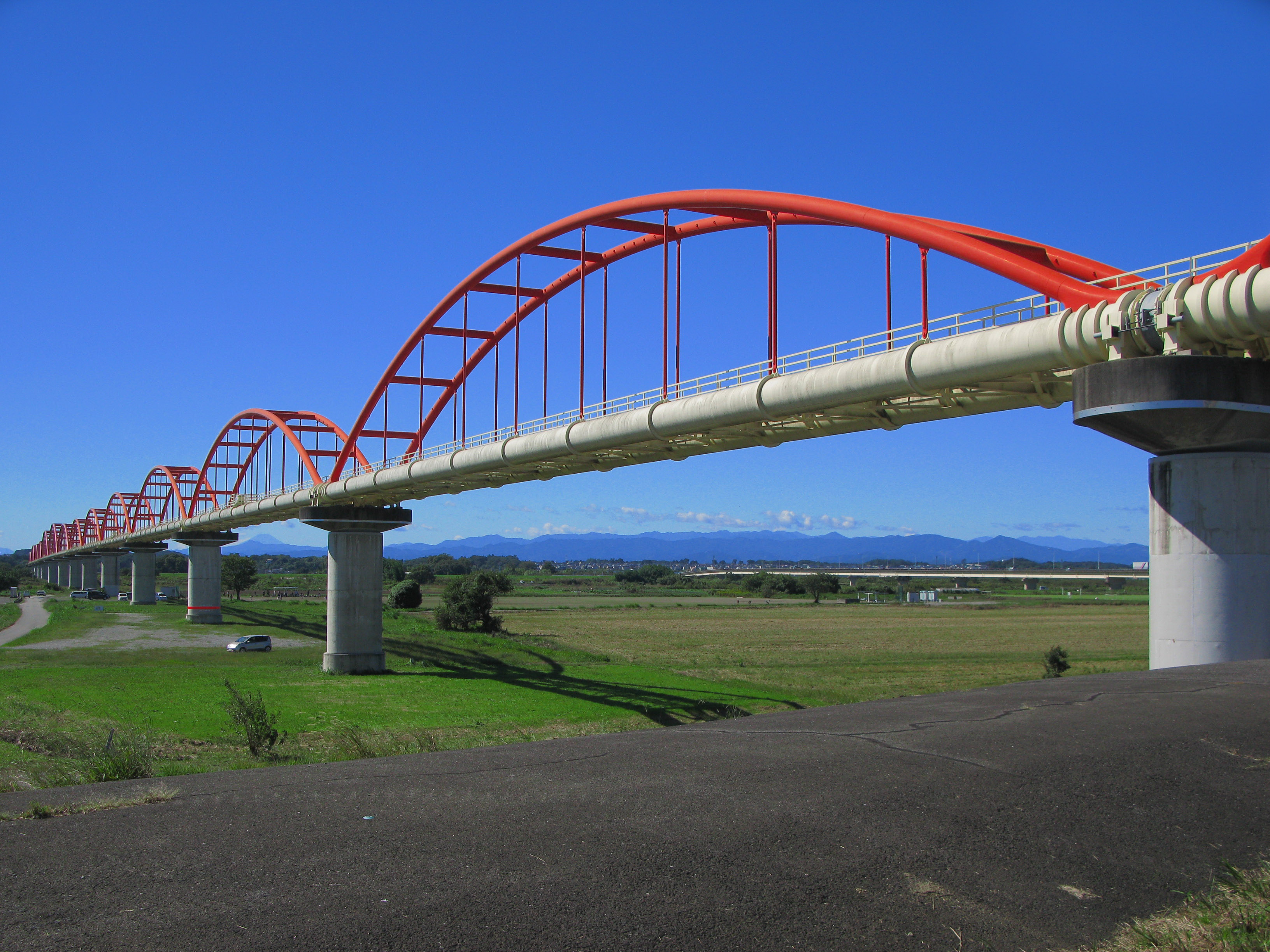
荒川水管橋（埼玉県鴻巣市・熊谷市）アーチ補剛形式。日本一長い水管橋である[4]。

### 添架水管橋
道路橋の構造・荷重の条件から添加できる場合に用いられる。既設の道路橋を利用するため、架設工費を節約でき、架橋のために占用するスペースも省略できる。水道管を設ける位置によって桁外架設と桁内架設に分けられる。

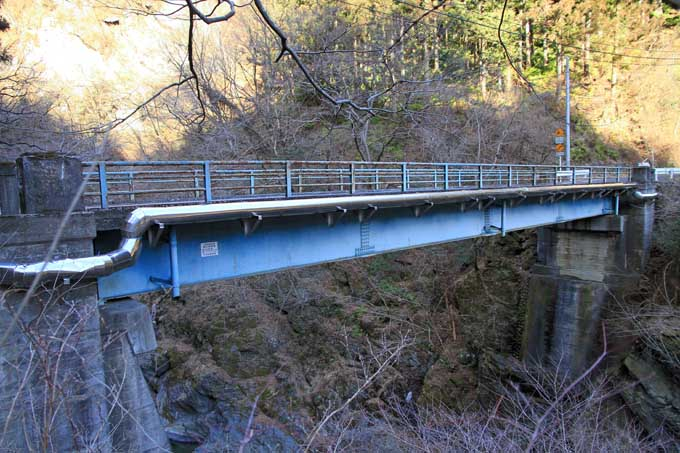
大血川橋（埼玉県秩父市）

## 構成
水管橋の構成は上部構造と下部構造に分かれ、上部構造は水道管の本体と防渡柵と空気弁からなる付帯設備に、下部構造は橋脚と橋台に分かれる。付帯設備としての歩廊は必要に応じて設ける。
添加橋では橋梁両端には制水弁、中央には排気弁を設ける。

### 継手
一般に水管橋は両端に支承が来るため、温度差による水道管の伸縮や支承の角変位を吸収するため伸縮継手を一端もしくは両端に設置しなければならない。水管橋の橋台は十分な基礎工を施せばほとんど沈下が生じないが、接続する水道管との間に不同沈下が生じやすく、地震時の水道管の挙動も異なってくるため、たわみ性のある伸縮継手を2個以上1組として設置する必要がある。
独立水管橋の場合は継手を必ず橋脚や橋台の上に設ける。添架水管橋の場合は継手を20 - 30 mおきに設ける。

## 材質
水管橋に用いられる水道管には一般的に鋼管が用いられる。そのほか、水管橋にはステンレス鋼管・ダクタイル鋳鉄管・ポリエチレン管も用いられる。
ステンレス管は耐食性が高く、比較的長いスパンでも用いられるが、材料の価格が高いため小規模な水管橋で用いられることが多い。ダクタイル管は継手が限られたものしかなく、鋼管に比べて重いので、最大支間長には限界がある。ポリエチレン管は軽量で腐食が生じないが、紫外線による劣化の対策に外面を被覆した二重構造管にする必要があり、温度や振動などで生じる変位への追従性が高いため比較的短いスパンのものに適している。
橋台や橋脚はコンクリート、鉄筋コンクリート、鋼材が用いられる。

### 塗装
水管橋は塗装による腐食対策が行われることが原則である。他の鋼構造物とは異なり、内部が通水されるため外面に結露が生じやすく、結露と乾燥が繰り返される特徴がある。そのため、設置条件を検討した上で塗装を検討しなければならない。

## 設計
水道管の動水勾配より小さな勾配であればどこでも適用可能なため、水管橋は適用可能な場所は多い。
水管橋は耐震設計の上でも重要な施設に位置付けられ、大地震でも簡単に落橋しないよう設計される。現地の地形や地質など基本的な調査を行い、そこで得られた情報から設置場所や構造の選定を行う。概略設計、詳細設計を経て設計照査を行い、実際に施工するための図面作成や積算を行う。
河川の上に水管橋を設ける時は水流や流木などの荷重に対して十分安全でなければならない。
河川上に設けられた水道施設として一般の人々にアピールできる存在として、周辺の環境に調和した景観設計も重要である。水管橋そのものの塗装や、化粧カバーの設置によって景観を保護することがある。

## 製作
設計段階で作成した設計図を基に、材料の納入、切断・開先の加工や組み付けを行い、本溶接を行う。完成品は検査を行い、酸洗浄や塗装を経て梱包・出荷する。なお、日本水道協会が検査を行うものは日本水道協会の検査員が派遣され、実際に検査を行う。

## 施工
独立水管橋の場合は地組、仮付を行い、溶接を行った後に架設を行う。添加水管橋の場合は本体の橋に支持金具を設置し、水管を据え付けた後に仮付、溶接を行う。設置に際して水管橋の両端に門型クレーンを設置するケースや索道を設置して輸送することもある。水管橋の前後にある埋設した部分は水管橋の本体の施工後に施工する。

## 維持管理
水管橋はその機能を維持させるため、定期的に漏水の有無や塗装や付帯設備の状況を点検する。
点検には、頻度や方法を定めた定期点検のほか、変状発生の通報、大雨や地震発生後などに臨時で行う臨時点検、別の水管橋で問題が生じた時に同一形式の水管橋に対して一斉に実施する特別点検がある。重要な水管橋や老朽化が進行している水管橋は2年に1回、それ以外の水管橋は5年に1回行われる。
点検を基に点検日や項目ごとの評価、損傷があればその状況を記録した点検記録表を作成する。そして、点検ごとに劣化の経年変化を管理するため点検管理表を作成する。
点検の結果に応じて補修工事の依頼、点検頻度の見直し、劣化が著しい場合の修繕や更新の検討を行う。

### 破損事故

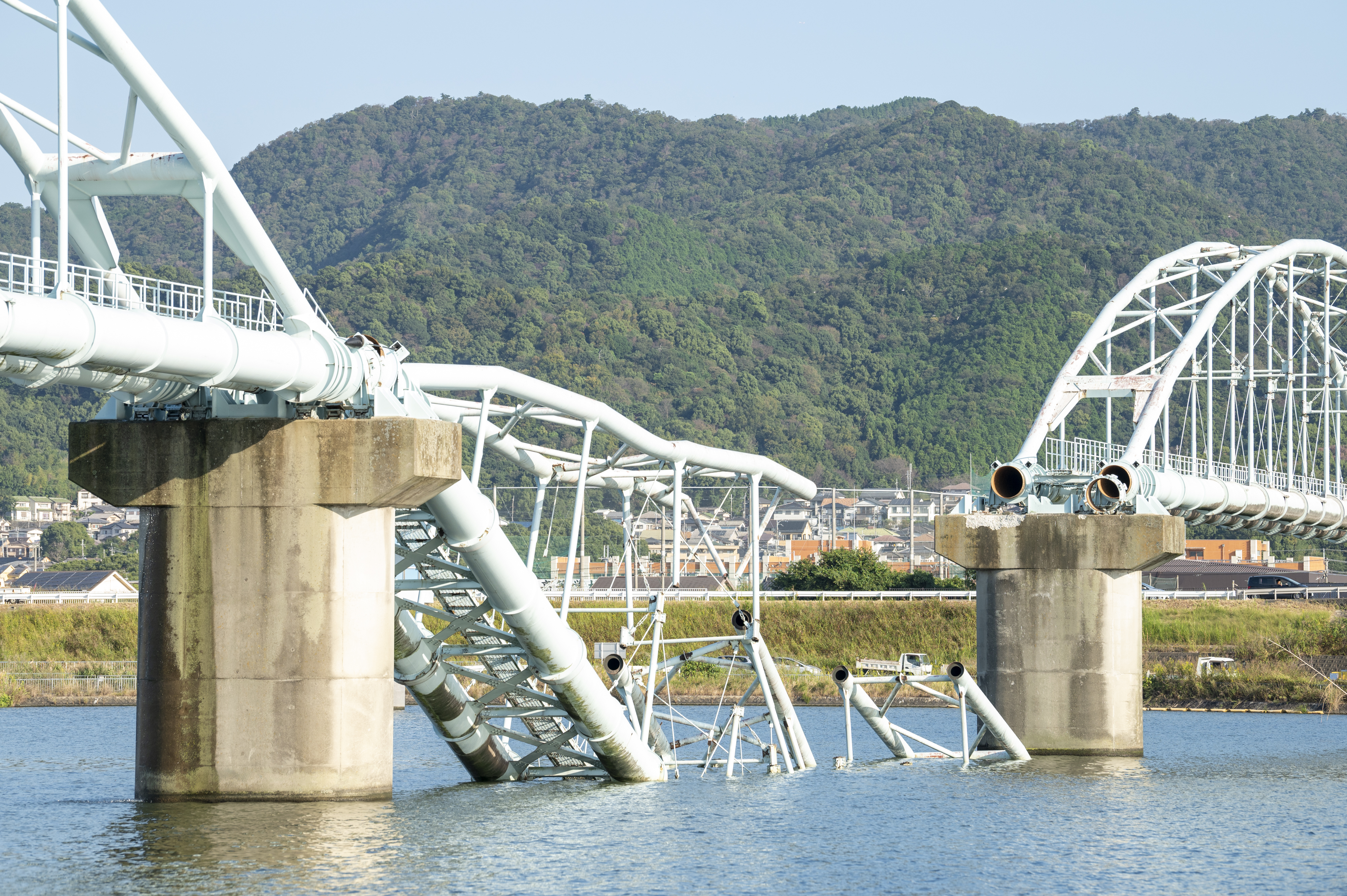
崩落した六十谷水管橋

水管橋の老朽化によって大規模な破損事故が発生している。一度崩落が生じれば、長期間、広域で断水が発生するなど地域の水供給に甚大な影響を及ぼす。
2021年（令和3年）10月3日に起きた六十谷水管橋の崩落事故によって、全国の水管橋を対象として一斉に緊急点検を行った。その結果、多くの水管橋で補剛材の点検を実施していないなど課題があることが明らかになり、また六十谷水管橋の事故では補剛材の腐食が崩落を招いたことが分かり、改めて水管橋の適切な点検の重要性が認識された。